# Bator Sambujew
Bator Siergiejewicz Sambujew, ros. Батор Сергеевич Самбуев (ur. 25 listopada 1980 w Ułan Ude) – rosyjski szachista, reprezentant Kanady od 2010, arcymistrz od 2006 roku.

## Kariera szachowa
W 1995 r. startował w finale mistrzostw Rosji juniorów do 16 lat. W 2001 r. podzielił III m. (za Rufatem Bagirowem i Aleksiejem Gawryłowem, wspólnie z Walerijem Czechowem) w memoriale F.Pripisa w Moskwie, w 2002 r. zwyciężył w memoriale Michaiła Botwinnika, natomiast w 2003 r. – w otwartym turnieju Open Victoria, rozegranych również w Moskwie. W 2003 r. wystąpił również w finale indywidualnych mistrzostw Rosji w Krasnojarsku. W 2004 r. podzielił I m. (wspólnie z m.in. Jewgienijem Szaposznikowem, Stanisławem Wojciechowskim, Walerijem Popowem i Aleksandrem Riazancewem) w openie w Woroneżu. Normy na tytuł arcymistrza wypełnił w 2004 r. w Moskwie (I m.) i Tuli (dz. I m. wspólnie z Maksimem Nowikowem i Andriejem Ryczagowem) oraz w 2006 r. w Tuli. W 2007 r. podzielił II m. (za Bu Xiangzhim, wspólnie z m.in. Nigelem Shortem i Kamilem Mitoniem) w silnie obsadzonym turnieju Canadian Open w Ottawie. W 2009 r. zwyciężył w Toronto (wspólnie z Joshuą Friedelem, a przed m.in. Hikaru Nakamurą), natomiast w 2010 r. – w Montrealu (wspólnie z Antonem Korobowem i Merabem Gagunaszwilim).
Najwyższy ranking w karierze osiągnął 1 października 2004 r., z wynikiem 2562 punktów zajmował wówczas 50. miejsce wśród rosyjskich szachistów.